# Пам'ятки національного значення у Закарпатській області
Нижче наведено перелік пам'яток культурної спадщини національного значення Закарпатської області
| №  | Фото | Назва | Дата                                               | Місце                                                                      | Тип                                | Охоронний номер |
| -- | ---- | --- | -------------------------------------------------- | -------------------------------------------------------------------------- | ---------------------------------- | --------------- |
| 1  |      | Монумент: «Україна — визволителям» (у 2022 демонтований у зв'язку з аварійним станом та переміщений на зберігання) | 1970                                               | Ужгород, вулиця Вулиця Собранецька                                         | пам'ятка монументального мистецтва | 070001-N        |
| 2  |      | Пам'ятник Йосифу Бокшаю та Адальберту Ерделі                                                                       | 1993                                               | Ужгород, пл. Жупанатська                                                   | пам'ятка монументального мистецтва | 070002-N        |
| 3  |      | Городище | IX—XIII століття                                   | Берегівський район, село Вари                                              | археологічна пам'ятка              | 070003-N        |
| 4  |      | Багатошарове поселення                                                                                             | 6—4 тисячоліття до н. е., 4—3 тисячоліття до н. е. | Берегівський район, село Запсонь                                           | археологічна пам'ятка              | 070004-N        |
| 5  |      | Могильник давніх мадярів                                                                                           | IX—XIII століття                                   | Берегівський район, село Чома                                              | археологічна пам'ятка              | 070005-N        |
| 6  |      | Городище «Тоувар»                                                                                                  | IX століття до н. е. — IV століття                 | Берегівський район, село Дийда                                             | археологічна пам'ятка              | 070006-N        |
| 7  |      | стоянка | 1,5 млн — 10 000 років до н. е.                    | Берегівський район (до 2020 року Виноградівський район), селище Королево   | археологічна пам'ятка              | 070007-N        |
| 8  |      | Залізоробний центр                                                                                                 | II—I століття до н. е.                             | Берегівський район (до 2020 року Виноградівський район), село Неветленфолу | археологічна пам'ятка              | 070008-N        |
| 9  |      | Городище | IX століття до н. е. — IV століття                 | Хустський район (до 2020 Іршавський район), Іршава                         | археологічна пам'ятка              | 070009-N        |
| 10 |      | Арданівське городище                                                                                               | IX століття до н. е. — IV століття                 | Берегівський район (до 2020 Іршавський район), село Арданово               | археологічна пам'ятка              | 070010-N        |
| 11 |      | Кельтський опід (городище)                                                                                         | IX століття до н. е. — IV століття                 | Мукачівський район, Мукачево (до 2017 Мукачеве)                            | археологічна пам'ятка              | 070011-N        |
| 12 |      | Печерна стоянка | 1,5 млн — 10 000 років до н. е.                    | Тячівський район, село Велика Уголька                                      | археологічна пам'ятка              | 070012-N        |
| 13 |      | Солекопальня «Горци»                                                                                               | IX століття до н. е. — IV століття                 | Тячівський район, селище Солотвино                                         | археологічна пам'ятка              | 070013-N        |
| 14 |      | Слов'янське поселення                                                                                              | III—IV століття                                    | Ужгородський район, село Галоч                                             | археологічна пам'ятка              | 070014-N        |
| 15 |      | Слов'янське поселення                                                                                              | IX століття до н. е. — IV століття                 | Ужгородський район, село Холмок                                            | археологічна пам'ятка              | 070015-N        |